# Villa du Buquet
La villa du Val-Caron est un site gallo-romain situé au Val-Caron à Elbeuf en Seine-Maritime.
La villa est inscrite au titre des monuments historiques par arrêté du 26 décembre 1984.

## Historique
Alors qu'un lotissement est en cours de réalisation au Buquet en 1981, la villa est alors mise au jour.
Des travaux d'aménagement ont eu lieu en 2017 pour 120 000 €. L'inauguration a lieu lors des Journées européennes du patrimoine.

## Description
Il s'agit d'une villa à double galerie occupée du Ier au IVe siècle.